# Короткий разгибатель пальцев
Короткий разгибатель пальцев (лат. Musculus extensor digitorum brevis) — мышца тыла стопы.
Плоская мышца. Залегает непосредственно на тыльной поверхности стопы. Начинается от верхней и латеральной поверхностей передней части пяточной кости и, направляясь кпереди, переходит в четыре узких сухожилия. Они срастаются в дистальном отделе с сухожилиями длинного разгибателя пальцев (лат. M. extensor digitorum longus) и прикрепляются к основанию проксимальных, средних и дистальных фаланг II—V пальцев, вплетаясь в тыльную фасцию стопы. В некоторых случаях сухожилие к мизинцу отсутствует.

## Функция
Осуществляет разгибание II—IV (V) пальцев стопы вместе с незначительным их отведением в латеральную сторону.